# Europäische Agentur für Flugsicherheit

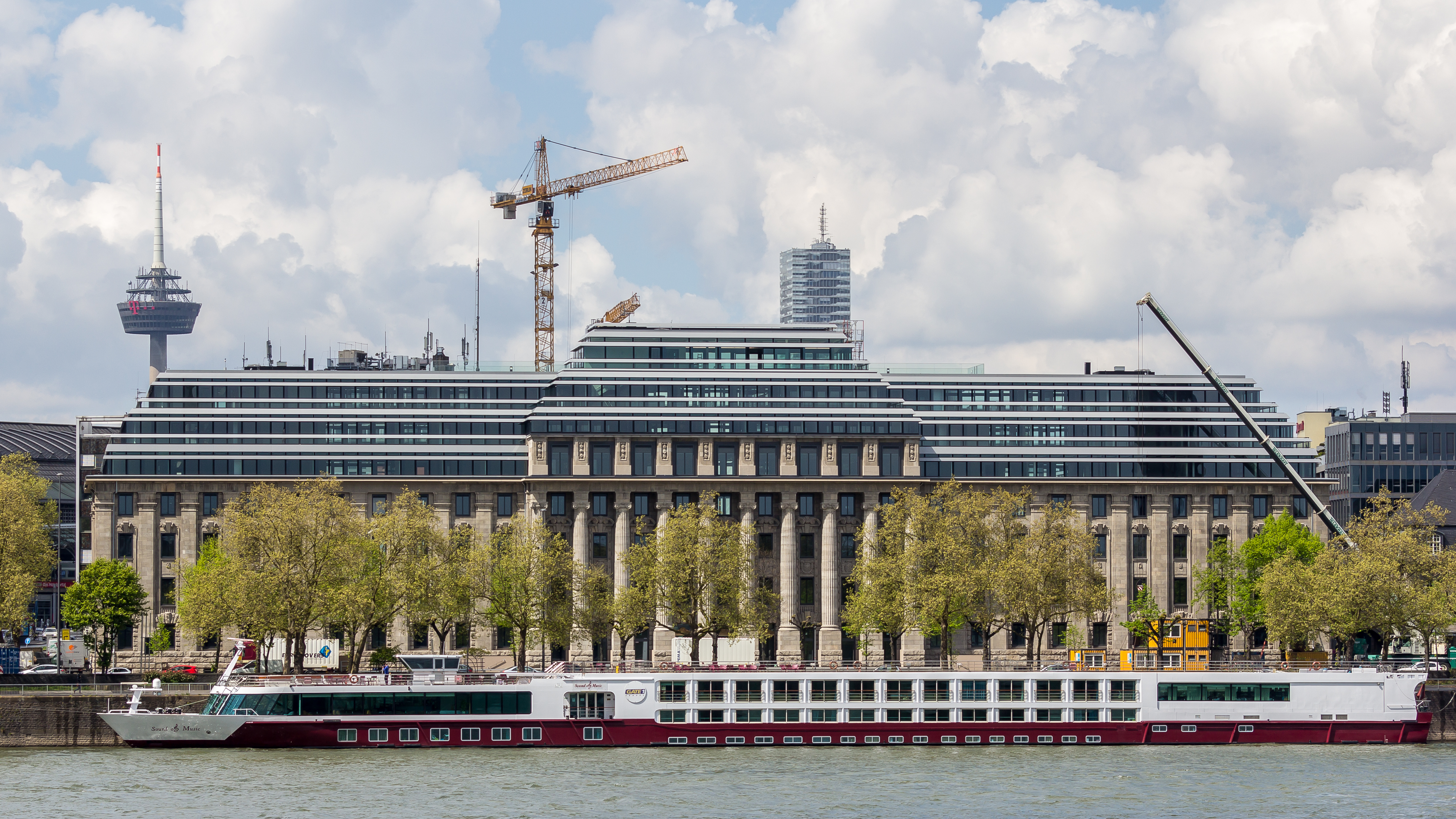
Sitz der EASA in Köln

Die Agentur der Europäischen Union für Flugsicherheit (EASA; englisch European Union Aviation Safety Agency) ist die Flugsicherheitsbehörde der Europäischen Union für die zivile Luftfahrt. Sie wurde am 15. Juli 2002 auf Beschluss des Europäischen Parlaments und des Rats der Europäischen Union gegründet (Verordnung (EG) Nr. 1592/2002, inzwischen ersetzt durch die Verordnung (EG) Nr. 216/2008, welche wiederum durch die Verordnung (EU) 2018/1139 ersetzt wurde). Sie hat ihren Sitz in Köln – zunächst ab November 2004 im Kölntriangle in Köln-Deutz, seit Juni 2016 im vormaligen Gebäude der Reichsbahndirektion Köln am Konrad-Adenauer-Ufer 3. Der Betrieb startete am 28. September 2003, sie ist seit dem Jahr 2006 voll einsatzfähig. Bevor die EASA nach Köln zog, hatte sie ihren Sitz in Brüssel. Die EASA hat mehr als 800 Mitarbeiter.

## Vorgänger
Bevor die EASA im Jahre 2003 ihren Betrieb aufgenommen hat, waren alle europäischen Staaten für die Schaffung und Standardisierung von Regelungen für die Sicherheit im Luftverkehr selbst verantwortlich und besaßen eigene nationale Behörden (in Deutschland das Luftfahrt-Bundesamt, Österreich Austro Control) zu diesem Zweck. Es wurden jedoch bereits Versuche unternommen, die Sicherheitsbestimmungen zu harmonisieren. Zu diesem Zweck wurde das technische Gremium Joint Aviation Authorities (JAA) gegründet. Mitglieder des Gremiums waren 37 Staaten aus der Europäischen Zivilluftfahrt-Konferenz (European Civil Aviation Conference, ECAC), darunter alle Mitglieder der EU. Allerdings waren in den JAA verschiedene Interpretationen der Flugsicherheit möglich, was die Harmonisierung sehr erschwerte und die Kosten in die Höhe trieb. Des Weiteren brauchte das Gremium für eine Entscheidung die Zustimmung aller Mitgliedstaaten, was den Prozess weiter erschwerte.

## Organisationsstruktur
Die EASA wird durch einen Exekutivdirektor geleitet, der die Sicherheitsentscheidungen der Behörde trifft. Er wird vom Verwaltungsrat (Management Board) der Behörde unterstützt, in den alle Mitgliedstaaten der Europäischen Union, die Europäische Kommission sowie Norwegen, Island, Liechtenstein und die Schweiz Vertreter entsenden. Der 2020 neu ernannte Leiter der Luftfahrtbehörde Großbritanniens (CAA) kündigte am 5. Juni 2020 an, dass Großbritannien im Zuge des Brexit seine Mitgliedschaft in der EASA bis zum Jahresende beenden und sämtliche bislang von ihr wahrgenommenen Aufgaben selbst übernehmen werde.
Dem Verwaltungsrat ist ein beratendes Gremium (EASA Advisory Board) beigeordnet, das sich aus Organisationen zusammensetzt, die die Interessen des Flugpersonals, der Hersteller, von gewerblichen und allgemeinen Flugdienstbetreibern, von Schulungsorganisationen und flugbasierenden Sportarten vertreten.
Vom 1. September 2013 bis 31. August 2023 war Patrick Ky Exekutivdirektor der EASA. Er übernahm den Posten von dem Franzosen Patrick Goudou, der diesen seit der Gründung der EASA im Jahr 2003 innehatte.
Im April 2024 wurde Florian Guillermet vom Verwaltungsrat zum Exekutivdirektor der EASA ernannt.

## Auftrag
Die EASA hat die Aufgabe, einheitliche und hohe Sicherheits- und Umweltstandards auf europäischer Ebene zu erstellen und zu überwachen. Des Weiteren gehören unzählige Vorschriften, Aktualisierungen, Inspektionen, Standardisierungen sowie viele Sprachen dazu.
Sie berät hierbei die Europäische Kommission mit ihrem Fachwissen auf den Gebieten Flugsicherheit und Abschluss internationaler Abkommen. Sie wird vom Europäischen Parlament kontrolliert.

### Exekutive Aufgaben
Die EASA ist berechtigt, verschiedene exekutive Aufgaben in den Bereichen Flugsicherheit, Zulassungen für zivile Flugzeuge, Hubschrauber etc. und bei der Zulassung von Konstruktions- und Produktionsbetrieben (z. B. Fluggesellschaften) wahrzunehmen. Zu den exekutiven Aufgaben gehört auch eine regelmäßige Kontrolle der Konstruktions- und Produktionsbetriebe.
Dazu werden zum Beispiel Bauvorschriften (Zulassungsvorschriften) herausgegeben:
- AMC-20 Generelle Zulassungsforderungen
- CS-22 Segelflugzeuge und Motorsegler
- CS-23 Kurzstreckenflugzeuge
- CS-25 Großflugzeuge
- CS-26 Zusätzliche Anforderungen an den Betrieb
- CS-27 Kleine Hubschrauber
- CS-29 Große Hubschrauber
- CS-31GB Gasballon
- CS-31HB Heißluftballon
- CS-31TGB Fesselballon
- CS-34 Triebwerksemissionen
- CS-36 Fluglärmbestimmungen
- CS-APU Hilfstriebwerke
- CS-AWO Allwetterbetrieb (All Weather Operations)
- CS-Definitions Definitionen
- CS-E Antriebe
- CS-ETSO Europäische Technische Standard Forderungen
- CS-LSA Leichte Sportflugzeuge
- CS-P Propeller
- CS-SIMD Simulatordaten
- CS-STAN Standardänderungen und Standardreparaturverfahren
- CS-VLA Ultraleichtflugzeuge (Very Light Aeroplanes)
- CS-VLR Kleinsthubschrauber (Very Light Rotorcraft)
- CS-MMEL Minimumausrüstungsliste
- CS-GEN-MMEL Generische Minimumausrüstungsliste
- CS-CCD Kabinenpersonal Daten
- CS-FCD Flugpersonal Daten

Die EASA war u. a. für die Zulassung des Airbus A380 im Dezember 2006 zuständig.
Zu den Kontrollaufgaben im Bereich des Flugbetriebs gehört z. B. die Datensammlung und -aufbereitung zur Aktualisierung der Liste der Betriebsuntersagungen für den Luftraum der Europäischen Union („Schwarze Liste“ der in Europa nicht flugberechtigten Fluggesellschaften) der Europäischen Kommission.
Sie ist hingegen nicht für die Prävention illegaler Handlungen (z. B. Flugzeugentführungen) verantwortlich. Dies obliegt den Mitgliedstaaten.

### Zukünftige Aufgaben
Es ist geplant, die EASA in Zukunft mit den oben genannten Kompetenzen, insbesondere mit der Zulassung des Flugpersonals, auszustatten. Solange jedoch die Erweiterung der Grundverordnung nicht bestätigt ist, sind die Mitgliedstaaten für die genannten Bereiche selbst verantwortlich. Mittlerweile werden die Prüfungen für Luftfahrzeugtechniker in Deutschland in zivilen Unternehmen nach Verordnungen der EU durchgeführt. Zuständig hierfür ist das Luftfahrt-Bundesamt.

## Kritik
Der Europäische Rechnungshof veröffentlichte 2012 einen Bericht zum Thema Behandlung von Interessenkonflikten in ausgewählten EU-Agenturen, in dessen Rahmen auch die EASA untersucht wurde. Dabei stellten die Prüfer fest, dass die EASA keinerlei Mechanismen eingerichtet hatte, die Einflussnahmen und Interessenkonflikte verhindern oder zumindest reduzieren würden.

„Mit Ausnahme der für Genehmigungen und Normierung zuständigen Abteilung der EASA verfügt diese nicht über Interessenkonflikte betreffende interne Handlungsleitlinien und Verfahren.“

In den untersuchten vier Bereichen Sachverständige, Personal, Verwaltungsrat sowie der Widerspruchs-/Beschwerdekammer für von der EASA getroffenen Entscheidungen kam der EuRH zu dem Ergebnis, dass die Behandlung von Interessenkonflikten „nicht angemessen“ sei, „da interne Handlungsleitlinien und Verfahren der Agentur fehlen.“